# Elil
Elil è il secondo album studio dei Fall of Efrafa.

## Tracce
1. Beyond The Veil – 20:32
2. Dominion Theology – 20:27
3. For El Ahraihrah to Cry – 22:06

## Formazione
- Alex Bradshaw - voce
- Neil Kingsbury - chitarra
- Steven McCusker - chitarra
- Michael Douglas - basso
- George Miles - batteria